# Astracaccio
Astracaccio är en liten by i Italien utmed Strada Statale 12 (SS12, riksväg 12) i Toscana, i provinsen Lucca.
Astracaccio är en typisk utflyttningsby där det numera inte bor mer än ca 10–12 familjer. För ca 50 år sedan fanns där postkontor, apotek, två mataffärer och två barer. Närmaste större ort är den mer välkända Bagni di Lucca som ligger ca 7 km västerut.
När man kommer från Bagni di Lucca och färdas österut passerar man en bro strax innan själva Astracaccio, denna bro heter Ponte di Palleggio. Bron sprängdes av tyskarna under andra världskriget då de retirerade vid de allierades framryckning.
Idag arbetar de flesta som bor i Astracaccio i större byar och städer runtomkring. Bussbolaget Lazzi har ett par turer per dag in till Bagni di Lucca och till Lucca där många har sina arbetsplatser.